# Nachal Chovav
Nachal Chovav uváděno též jako Nachal Chovev (hebrejsky נחל חובב) je vádí v jižním Izraeli, v severní části Negevské pouště.
Začíná v nadmořské výšce přes 300 metrů jižně od města Beerševa, u dálnice číslo 40. Směřuje pak k západu pouštní krajinou skrz průmyslovou zónu Ramat Chovav. Ústí zprava do vádí Nachal Secher.